# Емілі Гемпшир
Емілі Гемпшир (нар. 1981/1982) — канадська акторка.
Найвідоміші роботи: Анджеліна в романтичній комедії « Хлопчик зустрічається з дівчиною» 1998 року, Вів'єн у фільмі « Сніжний торт» 2006 року, Дженніфер Гойнз у драматичному серіалі « Syfy 12 мавп» (2015—2018), «Мізері в Рубіновій мороці» та Стіві Бадд у комедійному серіалі Крик Шітта (2015—2020).

## Життєпис
Народилася прибл. 1981/1982 в Монреалі. Зцікавилася акторською майстерністю в 11 років після відвідин вистави Les Miserables з матір'ю . Її підтримали в католицькій школі для дівчат, високо оцінивши її виступ під час шкільної театральної вистави. У 16 років Гемпшир переїхала до Торонто, щоб зіграти на телебаченні та в кіно. Вона була зарахована в Американську академію драматичних мистецтв незабаром після закінчення старшої школи, але ніколи її не відвідувала, оскільки це суперечило можливості зніматися в кіно.
У 2006 році одружилася з колишнім футболістом Метью Смітом. Розлучилися незадовго до її роботи в Schitt's Creek (2014). У 2018 заручилася зі співаком Тедді Гейгером., розірвали заручини 10 червня 2019 року.
Гемпшир ідентифікує себе як пансексуалку.
У 2007 році переїхала до Лос-Анджелеса. Стала офіційною громадянкою США у вересні 2014 року, наразі живе між Лос-Анджелесом і Торонто.

## Кар'єра
Гемпшир професійно працює в канадській кіно- і телеіндустрії з 1996 року. Вона знялася в канадських серіалах This Space For Rent, Carl² та Northern Town . Зіграла Маргарет у художньому фільмі «Життя до цього», режисера Джеррі Цикорітті. Прем'єра фільму відбулася на Міжнародному кінофестивалі в Торонто в 1999 році.
У 2006 році втілила Шанель з Кевіном Зеґерсом і Самайром Армстронгом у ромкомі 2006 року «Хлопчик у дівчинці». У 2009 році зіграла Олександру в Троцькому. У 2010 знялася в канадському інді-фільмі «Добрі сусіди».
Гемпшир озвучувала персонажа Misery в мультсеріалі Ruby Gloom, Діану Баррі у фільмі «Енн з Грін Гейблз: Анімаційний серіал», Хлою Крашмен у фільмі «Carl Squared», «Starr» у «6Teen» та Елісон Маліцькі у «Braceface».
23 травня 2012 року у Каннах, Франція, Гемпшир та колега Сара Гадон нагороджені першою нагородою «Birks Канадський діамант» під час інавгураційного пресзаходу і прийому Telefilm Canada. Також у 2012 році Гемпшир знялася в космополісі Девіда Кроненберга у ролі Джейн Мелман, а також у комедійному фільмі Шона Гарріті «Моя незграбна сексуальна пригода», за що отримала досить критичні відгуки. Того ж року вона взяла участь у футур-зомбі-фільмі «Повернуті».
У 2014 році Гемпшир працювала у серіалі Syfy 12 Monkeys у поточній ролі Дженніфер Гойнс, нової версії персонажа Бреда Пітта з фільму, на якому базується серіал; у 2015 році підвищена до ролі, регулярної у другому сезоні шоу. У 2015—2020 роках зіграла Стіві Бадда у телевізійному серіалі CBC Schitt's Creek.

## Фільмографія

### Фільми
| Рік      | Назва                            | Роль                  | Примітки      |
| -------- | -------------------------------- | --------------------- | ------------- |
| 1997 рік | Мертвий Невинний                 | Ніколь                |               |
| 1998 рік | Хлопчик зустрічає дівчинку       | Анджеліна Міллефлорес |               |
| 1999 рік | The Life Before This             | Маргарет              |               |
| 2001 рік | В погоні за Каїном               | Холлі                 |               |
| 2003 рік | Позери                           | Рут                   |               |
| 2003 рік | Проблеми зі страхом              | Крапка                |               |
| 2003 рік |                                  | Офіціантка            |               |
| 2004 рік | Кров                             | Ноель Террі           |               |
| 2006 рік | Сніговий торт                    | Вів'єн Фрімен         |               |
| 2006 рік | Це річ хлопчика-дівчинки         | Шанель                |               |
| 2007 рік | Колиска                          | Джулі                 |               |
| 2009 рік | Троцький                         | Олександра Лейт       |               |
| 2010 рік | Померти                          | Ліза Меридіан         |               |
| 2010 рік | Добрі сусіди                     | Луїза                 |               |
| 2012 рік | Космополіс                       | Джейн Мелман          |               |
| 2012 рік | Моя незручна сексуальна пригода  | Джулія Боу            |               |
| 2013 рік | Усі неправильні причини          | Ніколь                | [ 20 ] [ 21 ] |
| 2013 рік | Повернені                        | Кейт                  |               |
| 2015 рік | Бореаліс                         | Кайла                 |               |
| 2017 рік | Мамо!                            | Дурень                |               |
| 2018 рік | Смерть і життя Джона Ф. Донована | Емі Босворт           |               |

### Телебачення
| Year      | Title                                    | Role                 | Notes                                                    |
| --------- | ---------------------------------------- | -------------------- | -------------------------------------------------------- |
| 1994      | Чи боїшся ти темряви?                    | Сенді Кемпбел        | Episode: «The Tale of Cutter's Treasure: Part 1»         |
| 1996      | Чи боїшся ти темряви?                    | Хезер                | Episode: «The Tale of the Vacant Lot»                    |
| 1997      | Останній Дон                             | Молода Роуз Марі     | Television miniseries                                    |
| 1997      | Кожні 9 секунд                           | Міссі                | Television film                                          |
| 1997      | Земля: Останній конфлікт                 | Джулі Пейтон         | Episode: «Miracle»                                       |
| 1998–2001 | Зроблено в Канаді                        | Шіобан Рой           | Recurring role (seasons 1–3), 15 episodes                |
| 1999      | Сезони кохання                           | Доросла Шарлота      | Television film                                          |
| 1999      | Любовні листи                            | Гретхен Ласцелс      | Television film                                          |
| 1999      | Вбивці з веселим обличчям                | Трейсі Білінгс       | Television film                                          |
| 1999      | Міфічні воїни                            | 2 дівчина з села     | Voice role; episode: «Phaeton: The Chariot of Fire»      |
| 2000–2001 | Енн із зелених дахів                     | Діана Беррі          | Main voice role                                          |
| 2000      | Psi Factor: Chronicles of the Paranormal | Еббі Батлер          | Episode: «Tyler/Tim»                                     |
| 2000      | Двічі за життя                           | Молода Блер Вілсон   | Episode: «Party Girls»                                   |
| 2000      | La Femme Nikita                          | Satin Tate           | Episode: «Sleeping with the Enemy»                       |
| 2000      | Поїздка                                  | Аделайн Келлі        | Television film                                          |
| 2000      | Презирство                               | Аманда               | Television film                                          |
| 2001      | Doc                                      | N/A                  | Episode: «You Gotta Have Heart»                          |
| 2001      | Соратники                                | Сара Аріго           | Episode: «Care & Control»                                |
| 2001–2004 | Оголена                                  | Елісон               | Main voice role                                          |
| 2001      | MythQuest                                | Контеса              | Episode: «The Doppelganger»                              |
| 2002      | В погоні за Каїном: Обличчя              | Холлі                | Television film                                          |
| 2002      | Мутанти X                                | Шарлота Кук          | Episode «Altered Ego»                                    |
| 2002      | A Nero Wolfe Mystery                     | Керол Еніс           | Episode: «Poison à la Carte»                             |
| 2002      | Одинадцята година                        | Еммі Кімбел/ Мередіт | Episode: «Tree Hugger»                                   |
| 2003      | Нерозумна дівчина                        | Дівчина гот          | TV series                                                |
| 2003      | Історії Атвуда                           | Крістін Андерсон     | Episode: «The Man from Mars»                             |
| 2003      | Miss Spider's Sunny Patch Kids           | Кейті                | Voice role; Television film                              |
| 2004      | Це країна чудес                          | Марша Флуті          | Episode 1.5                                              |
| 2004      | Ляльки вбивці                            | Сестра Сельма        | Episode: «Prostitutes for Jesus»                         |
| 2004      | Атомна Бетті                             | Меган                | Voice role; episode: «The Doppelganger/Cosmic Cake»      |
| 2004      | Чарівник Земномор'я (мінісеріал)         | Роза                 | Television miniseries                                    |
| 2004      | 6teen                                    | Стар                 | Voice role; episode: «The Five Finger Discount»          |
| 2004–2005 | Miss Spider's Sunny Patch Friends        | Katie Katydid        | Voice role; 3 episodes                                   |
| 2005–2006 | Carl²                                    | Хлої Крашмен         | Recurring voice role; 14 episodes                        |
| 2006      | 6teen                                    | Стар                 | Episode: «Lights Out»                                    |
| 2006      | Північне місто                           | Аманда               | TV series                                                |
| 2006–2007 | Рубі Глум                                | Misery               | Main voice role                                          |
| 2007      | This Space for Rent                      | Iona Goldenthal      | Episode: «Stain'd»                                       |
| 2011      | Republic of Doyle                        | Тріша                | Episode: «Something Old, Something New»                  |
| 2012      | Причеплені до свят                       | Джулі                | Television film (Hallmark)                               |
| 2013      | Синій новачок                            | Селера               | Recurring role, 4 episodes                               |
| 2015      | Жінка в пошуку чоловіка                  | Крістал              | Episode: «Pitbull»                                       |
| 2015–2018 | 12 мавп (телесеріа)                      | Дженіфер Гоінс       | Recurring role (season 1); main role (seasons 2–4)       |
| 2015–2020 | Шиттс-Крік                               | Стіві Бад            | Main role                                                |
| 2016      | Houdini &amp; Doyle                      | Мадам Коржа          | Episode: «The Curse of Korzha»                           |
| 2019      | Врятуй мене                              | Саша                 | Web series; episodes: «Bar is Low», «Boyfriend Material» |
| 2021      | Чепелвейт                                | Ребекка Морган       | Main role                                                |

### Відео ігри
- Command & Conquer 4: Tiberian Twilight (2010), у ролі Ліліан Паркер

## Нагороди та номінації
| Рік      | Премія                        | Категорія                                                                                      | Робота | Результат     | Посилання |
| -------- | ----------------------------- | ---------------------------------------------------------------------------------------------- | --- | ------------- | --------- |
| 2001 рік | Нагороди Близнюків            | Найкраща постановка ансамблю в комедійній програмі чи серіалі                                  | style="background: #99FF99; color: black; vertical-align: middle; text-align: center; " class="yes table-yes2"\|Перемога                                   | [ 22 ]        |           |
| 2003 рік | Нагороди Genie                | Виконання актриси в другорядній ролі                                                           | Проблема зі страхом\| style="background: #FDD; color: black; vertical-align: middle; text-align: center; " class="no table-no2"\|Номінація                 |               |           |
| 2004 рік | Нагороди Genie                | Виконання актриси у головній ролі                                                              | style="background: #FDD; color: black; vertical-align: middle; text-align: center; " class="no table-no2"\|Номінація                                       |               |           |
| 2006 рік | Нагороди Genie                | Виконання актриси в другорядній ролі                                                           | Сніговий торт\| style="background: #FDD; color: black; vertical-align: middle; text-align: center; " class="no table-no2"\|Номінація                       |               |           |
| 2008 рік | Нагороди Близнюків            | Найкращий індивідуальний або ансамблевий спектакль в анімаційній програмі чи серіалі           | Рубін Похмурість\| style="background: #FDD; color: black; vertical-align: middle; text-align: center; " class="no table-no2"\|Номінація                    |               |           |
| 2012 рік | Канадські діамантові нагороди | Данина канадському таланту                                                                     | style="background: #99FF99; color: black; vertical-align: middle; text-align: center; " class="yes table-yes2"\|Перемога                                   | [ 13 ]        |           |
| 2013 рік | Канадська премія комедії      | Найкраща жіноча вистава у фільмі                                                               | Моя незручна сексуальна пригода\| style="background: #99FF99; color: black; vertical-align: middle; text-align: center; " class="yes table-yes2"\|Перемога | [ 23 ]        |           |
| 2015 рік | Нагороди Golden Maple         | Новачок року у серіалі, який транслювався в США                                                | 12 мавп </br> Затока Шітта\| style="background: #99FF99; color: black; vertical-align: middle; text-align: center; " class="yes table-yes2"\|Перемога      | [ 24 ] [ 25 ] |           |
| 2016 рік | Канадські екранні нагороди    | Найкращий спектакль актриси у головній ролі другого плану або ролі гостя у комедійному серіалі | Затока Шітта\| style="background: #99FF99; color: black; vertical-align: middle; text-align: center; " class="yes table-yes2"\|Перемога                    |               |           |
| 2016 рік | Нагороди Golden Maple         | Найкраща актриса серіалу, який транслюється в США                                              | 12 мавп </br> Затока Шітта\| style="background: #FDD; color: black; vertical-align: middle; text-align: center; " class="no table-no2"\|Номінація          | [ 26 ]        |           |
| 2017 рік | Канадські екранні нагороди    | Найкращий спектакль актриси у головній ролі другого плану або ролі гостя у комедійному серіалі | Затока Шітта\| style="background: #99FF99; color: black; vertical-align: middle; text-align: center; " class="yes table-yes2"\|Перемога                    | [ 27 ] [ 28 ] |           |
| 2018 рік | Канадські екранні нагороди    | Найкращий спектакль актриси у головній ролі другого плану або ролі гостя у комедійному серіалі | Затока Шітта\|style="background: #99FF99; color: black; vertical-align: middle; text-align: center; " class="yes table-yes2"\|Перемога                     | [ 29 ]        |           |
| 2019 р   | Канадські екранні нагороди    | Найкращий спектакль актриси у головній ролі другого плану або ролі гостя у комедійному серіалі | Затока Шітта\|style="background: #99FF99; color: black; vertical-align: middle; text-align: center; " class="yes table-yes2"\|Перемога                     | [ 30 ]        |           |
| 2019 р   | Нагороди Гільдії кіноакторів  | Видатне виконання ансамблю в комедійному серіалі                                               | Затока Шітта\| style="background: #FDD; color: black; vertical-align: middle; text-align: center; " class="no table-no2"\|Номінація                        | [ 31 ]        |           |
| 2020 рік | Канадські екранні нагороди    | Найкращий спектакль актриси у головній ролі другого плану або ролі гостя у комедійному серіалі | Затока Шітта\|style="background: #99FF99; color: black; vertical-align: middle; text-align: center; " class="yes table-yes2"\|Перемога                     | [ 32 ]        |           |